# Guerra de guerrilha nos Estados Bálticos
A Guerra de Guerrilha nos Estados Bálticos foi uma insurgência travada por partisans bálticos (letões, lituanos e estonianos) contra a União Soviética de 1944 a 1956. Conhecidos alternativamente como "Irmãos da Floresta", "Irmãos da Madeira" e "Frades da Floresta" (em estoniano:  metsavennad, em letão:  mežabrāļi, em lituano:  žaliukai), estes partisans lutaram contra as forças invasoras soviéticas durante a ocupação dos Estados Bálticos durante e após a Segunda Guerra Mundial.   Grupos insurgentes semelhantes resistiram às ocupações soviéticas na Bulgária, Polônia, Romênia e Ucrânia.
As forças soviéticas, constituídas principalmente pelo Exército Vermelho, ocuparam os Estados Bálticos em 1940, completando a sua ocupação em 1941. Após um período de ocupação alemã durante a Segunda Guerra Mundial, os soviéticos os reocuparam de 1944 a 1945. À medida que a  repressão política soviética se intensificou nos anos seguintes, dezenas de milhares de guerrilheiros do Báltico começaram a usar o campo como base para uma insurgência antissoviética.
De acordo com algumas estimativas, pelo menos 50.000 partisans (10.000 na Estônia, 10.000 na Letônia e 30.000 na Lituânia), além dos seus apoiantes, estiveram envolvidos na insurgência. Os guerrilheiros continuaram a travar uma luta armada até 1956, quando a superioridade das forças de segurança soviéticas, em grande parte sob a forma de agentes secretos que se infiltraram nos grupos guerrilheiros, fez com que a população do Báltico mudasse de táctica e utilizasse outras formas de resistência. 

## Prelúdio

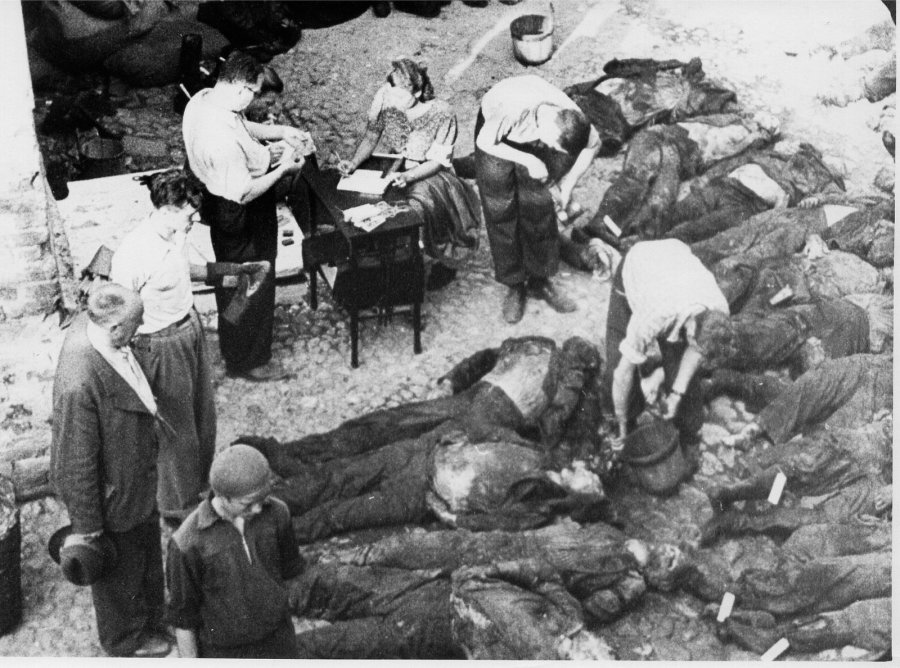
Vítimas do NKVD em Tartu, Estônia

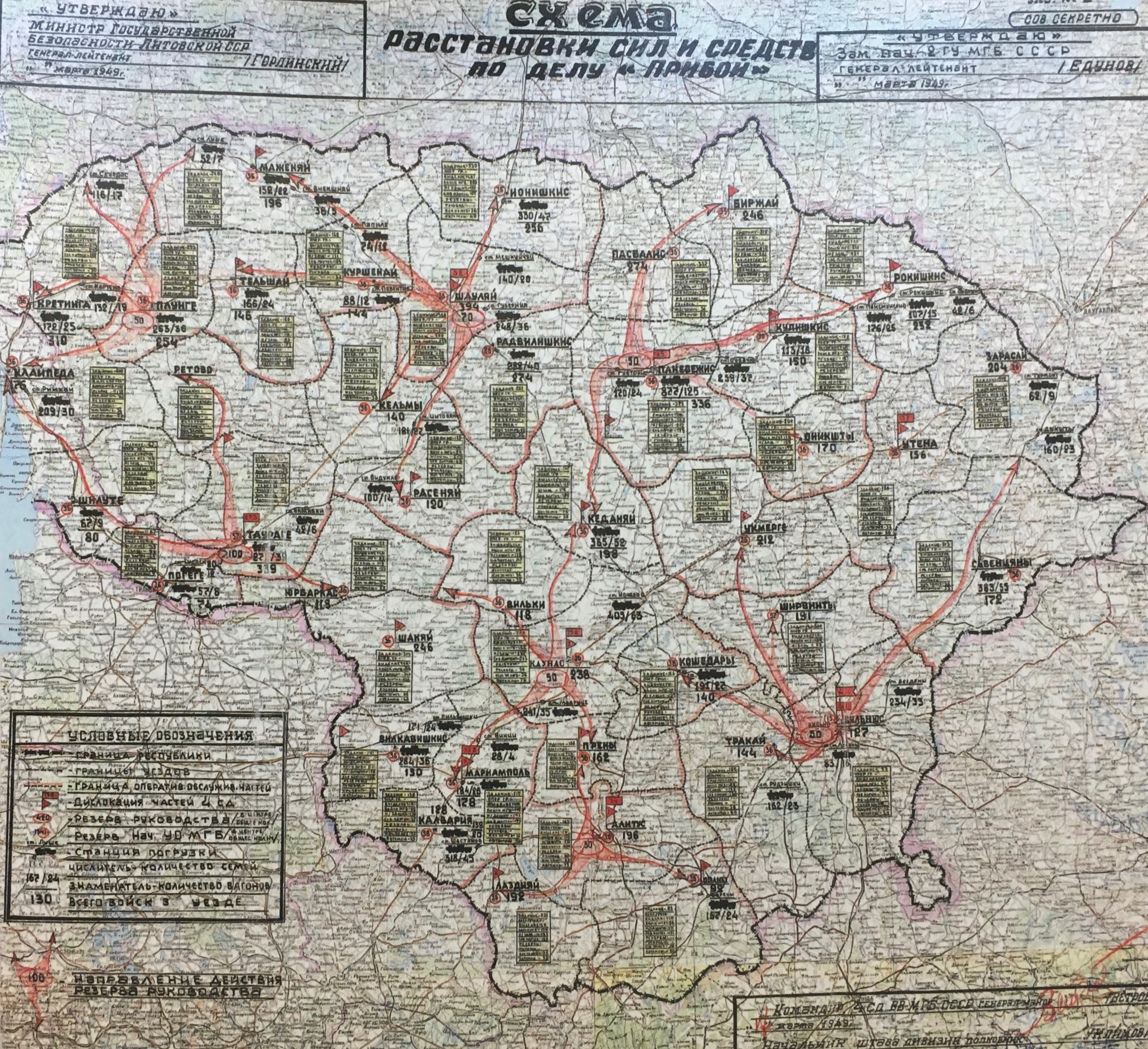
O plano para deportações de civis lituanos durante a Operação Priboi

O termo Forest Brothers entrou em uso pela primeira vez na região do Báltico durante a Revolução Russa de 1905. Fontes diversas referem-se aos irmãos da floresta desta época como camponeses revoltados  ou como professores que procuravam refúgio na floresta.  Este termo Irmãos da Floresta foi usado e conhecido apenas na Estônia ocupada e na Letônia, mas na Lituânia os guerrilheiros eram originalmente chamados de: žaliukai(Pessoas Verdes), miškiniai (Povo da Floresta) ou apenas partizanai (Partisans).
A Estônia, a Letônia e a Lituânia conquistaram a sua independência em 1918, após o colapso do Império Russo. Os ideais de nacionalismo e autodeterminação consolidaram-se em muitas pessoas como resultado da existência dos estados independentes da Estônia e da Letônia pela primeira vez desde o século XIII. Ao mesmo tempo, os lituanos restabeleceram um estado soberano, que teve uma rica história anterior, tendo sido o maior país da Europa durante o século XIV, mas que foi ocupado pelo Império Russo desde 1795.
No rescaldo do Pacto Molotov-Ribbentrop, todos os três estados bálticos foram ocupados pela União Soviética em 1940, um movimento que os Aliados Ocidentais consideraram anexações ilegítimas. Quando a Alemanha Nazista quebrou o pacto e invadiu a União Soviética, o Exército Vermelho Soviético foi expulso do Báltico e a área ficou sob ocupação militar alemã. Após a saída das tropas soviéticas da região, a independência formal dos Estados Bálticos não foi restaurada pela Alemanha. Entretanto, as declarações dos Aliados, como a Carta do Atlântico, ofereceram a promessa de um mundo pós-guerra em que os três Estados Bálticos poderiam restabelecer-se. Tendo já experimentado a ocupação pelo regime soviético seguida pelo regime nazista, muitas pessoas não estavam dispostas a aceitar outra ocupação no final da guerra. 
Ao contrário da Estônia e da Letônia, onde os alemães recrutaram a população local para formações militares dentro da Waffen-SS, a Lituânia nunca teve a sua própria divisão Waffen-SS. Em 1944, as autoridades alemãs criaram uma "Força de Defesa Territorial Lituana" mal equipada, mas com 20.000 homens, sob o comando do general Povilas Plechavičius, para combater os guerrilheiros soviéticos liderados por Antanas Sniečkus. Os alemães, no entanto, rapidamente passaram a ver esta força como uma ameaça nacionalista ao seu regime de ocupação. Os altos funcionários foram presos em 15 de maio de 1944, sendo Plechavičius deportado para o campo de concentração de Salaspils, na Letônia. No entanto, aproximadamente metade das forças restantes formaram unidades de guerrilha e dissolveram-se no campo em preparação para operações partidárias contra o Exército Vermelho à medida que a Frente Oriental se aproximava.  

As operações de guerrilha na Estónia e na Letónia tiveram alguma base na autorização de Adolf Hitler de uma retirada total da Estônia em meados de Setembro de 1944 – ele permitiu que quaisquer soldados das suas forças estônias, principalmente a 20ª Divisão Waffen-SS (1ª Estônia), que desejavam ficar e defender suas casas para fazê-lo - e no destino do Grupo de Exércitos da Curlândia, uma das últimas forças de Hitler a se render depois de ficar preso no Bolso da Curlândia, na Península da Curlândia, em 1945. Muitos soldados estonianos e letões, e alguns alemães, escaparam da captura e lutaram como Irmãos da Floresta no campo durante anos após a guerra. Outros, como Alfons Rebane e Alfrēds Riekstiņš, escaparam para o Reino Unido e para a Suécia e participaram de operações de inteligência aliadas em ajuda aos Irmãos da Floresta. Embora a Waffen-SS tenha sido considerada culpada de crimes de guerra e outras atrocidades e declarada uma organização criminosa após a guerra, os julgamentos de Nuremberg excluíram explicitamente os recrutas nos seguintes termos:
O Tribunal declara ser criminoso, na acepção da Carta, o grupo composto pelas pessoas que foram oficialmente aceites como membros da SS, conforme enumerado no parágrafo anterior, que se tornaram ou permaneceram membros da organização com conhecimento de que ela estava sendo usada pela prática de atos declarados criminosos pelo artigo 6.º da Carta, ou que estiveram pessoalmente implicados como membros da organização na prática de tais crimes, excluindo, no entanto, aqueles que foram convocados para membros pelo Estado de forma a não lhes deu escolha no assunto, e que não cometeram tais crimes.
Em 1949-1950, a Comissão de Pessoas Deslocadas dos Estados Unidos investigou as divisões da Estônia e da Letônia e, em 1 de setembro de 1950, adotou a seguinte política:
As Unidades Waffen-SS do Báltico devem ser consideradas separadas e distintas em propósito, ideologia, atividades e qualificações para adesão das SS alemãs e, portanto, a Comissão considera que não são um movimento hostil ao Governo dos Estados Unidos sob a Seção 13 da Lei de Pessoas Deslocadas, conforme alterada.
O governo letão afirmou que a Legião Letã, composta principalmente pelas 15ª e 19ª divisões letãs da Waffen-SS, não era uma organização criminosa nem colaboracionista.  As fileiras da resistência aumentaram com as tentativas de recrutamento do Exército Vermelho nos Estados Bálticos após a guerra, com menos de metade dos recrutas registados reportando-se em alguns distritos. O assédio generalizado às famílias dos recrutas desaparecidos levou mais pessoas a fugir das autoridades nas florestas. Muitos homens alistados desertaram, levando consigo suas armas. 

## Guerra de verão

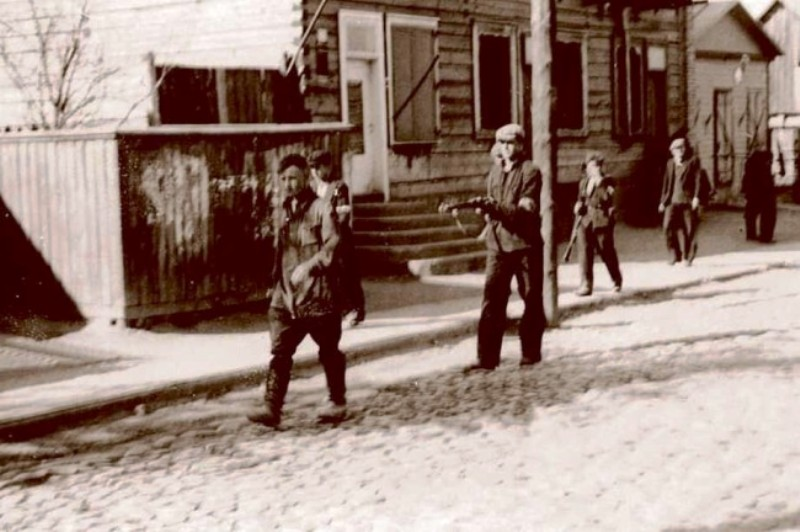
Combatentes da resistência lituana escoltam o comissário do Exército Vermelho preso em Kaunas, 1941

Com a invasão alemã da União Soviética em 22 de junho de 1941, Josef Stalin fez uma declaração pública na rádio pedindo uma política de terra arrasada nas áreas a serem abandonadas em 3 de julho. Cerca de 10.000 Irmãos da Floresta, que se organizaram em organizações nacionais Omakaitse (Guarda Nacional), atacaram as forças do NKVD, batalhões de destruição e o 8.º Exército (Major General Ljubovtsev), matando 4.800 e capturando 14.000. A batalha de Tartu durou duas semanas e destruiu grande parte da cidade. Sob a liderança de Friedrich Kurg, os Irmãos da Floresta expulsaram os soviéticos de Tartu, atrás da linha dos rios Pärnu – Emajõgi. Assim, eles garantiram o sul da Estônia sob controle da Estônia em 10 de julho   O NKVD assassinou 193 pessoas na prisão de Tartu durante a sua retirada, em 8 de julho.
O 18º Exército Alemão cruzou a fronteira sul da Estônia de 7 a 9 de julho. Os alemães retomaram o seu avanço na Estónia trabalhando em cooperação com os Irmãos da Floresta e os Omakaitse. No Norte da Estônia, os batalhões de destruição tiveram o maior impacto, sendo o último território báltico capturado aos soviéticos. As forças conjuntas estónio-alemãs tomaram Narva em 17 de agosto e a capital da Estônia, Tallinn, em 28 de agosto. Naquele dia, a bandeira vermelha derrubada anteriormente em Pikk Hermann foi substituída pela bandeira da Estônia por Fred Ise, apenas para ser substituída mais uma vez por uma bandeira alemã do Reichskriegsflagge algumas horas depois. Depois que os soviéticos foram expulsos da Estônia, o Grupo de Exércitos Alemão Norte desarmou todos os grupos Irmãos da Floresta e Omakaitse. 
As unidades partidárias do sul da Estônia foram novamente convocadas em agosto de 1941 sob o nome de Omakaitse da Estônia. Os membros foram inicialmente selecionados no círculo de amigos mais próximos. Mais tarde, pediu-se aos membros candidatos que assinassem uma declaração de que não eram membros de uma organização comunista. O Omakaitse da Estónia baseou-se nos antigos regulamentos da Liga de Defesa da Estônia e do Exército da Estónia, na medida em que eram consistentes com as leis da ocupação alemã.  As tarefas do Omakaitse eram as seguintes:
1. Defesa da costa e fronteiras
2. Luta contra paraquedistas, sabotagem e espionagem
3. Guardando objetos militarmente importantes
4. Luta contra o comunismo
5. Assistência à Polícia da Estônia e garantia da segurança geral dos cidadãos
6. Prestar assistência em caso de incidentes de grande escala (incêndios, inundações, doenças, etc.)
7. Fornecendo treinamento militar para seus membros e outros cidadãos leais
8. Aprofundar e preservar os sentimentos patrióticos e nacionais dos cidadãos. [20]

Em 15 de julho, o Omakaitse contava com 10.200 membros; em 1º de dezembro de 1941, 40.599 membros. Até fevereiro de 1944, o número de membros era de cerca de 40.000. 

## Guerra de guerrilha

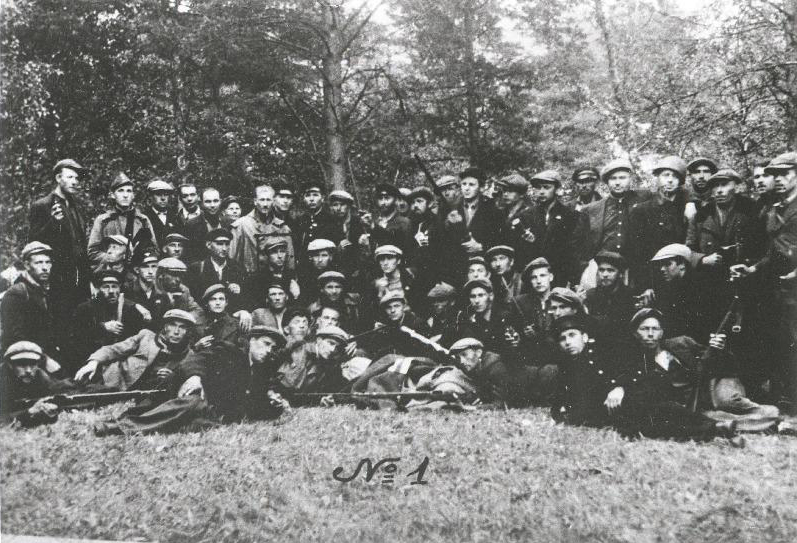
Grupo de guerrilheiros da Estônia entre 1945 e 1950

No final da década de 1940 e início da década de 1950, os Irmãos da Floresta receberam suprimentos, oficiais de ligação e coordenação logística dos serviços secretos de inteligência britânicos (MI6), americanos e suecos. Esse apoio desempenhou um papel fundamental na direção do movimento de resistência do Báltico, mas diminuiu significativamente depois que a Operação Selva do MI6 foi severamente comprometida pelas atividades de espiões britânicos (Kim Philby e outros) que encaminharam informações aos soviéticos e permitiram que o MGB identificar, infiltrar e eliminar muitas unidades de guerrilha do Báltico e cortar o contacto de outras com agentes de inteligência ocidentais. 
O conflito entre as forças armadas soviéticas e os Irmãos da Floresta durou mais de uma década e custou pelo menos 50 mil vidas. As estimativas do número de combatentes em cada país variam. Misiunas e Taagepera  estimam que os números atingiram 30.000 na Lituânia, entre 10.000 e 15.000 na Letónia e 10.000 na Estônia. Por outro lado, o professor Heinrihs Strods, baseando-se no relatório do NKVD, afirma que em 1945, 8.916 guerrilheiros foram mortos na Lituânia, 715 na Letônia e 270 na Estônia, o que faz com que as perdas lituanas sejam de cerca de 90%.  Embora os números reais sejam ainda maiores, muitos acreditam que isto revela a proporção do tamanho da resistência entre os três países. 

### Na Estônia

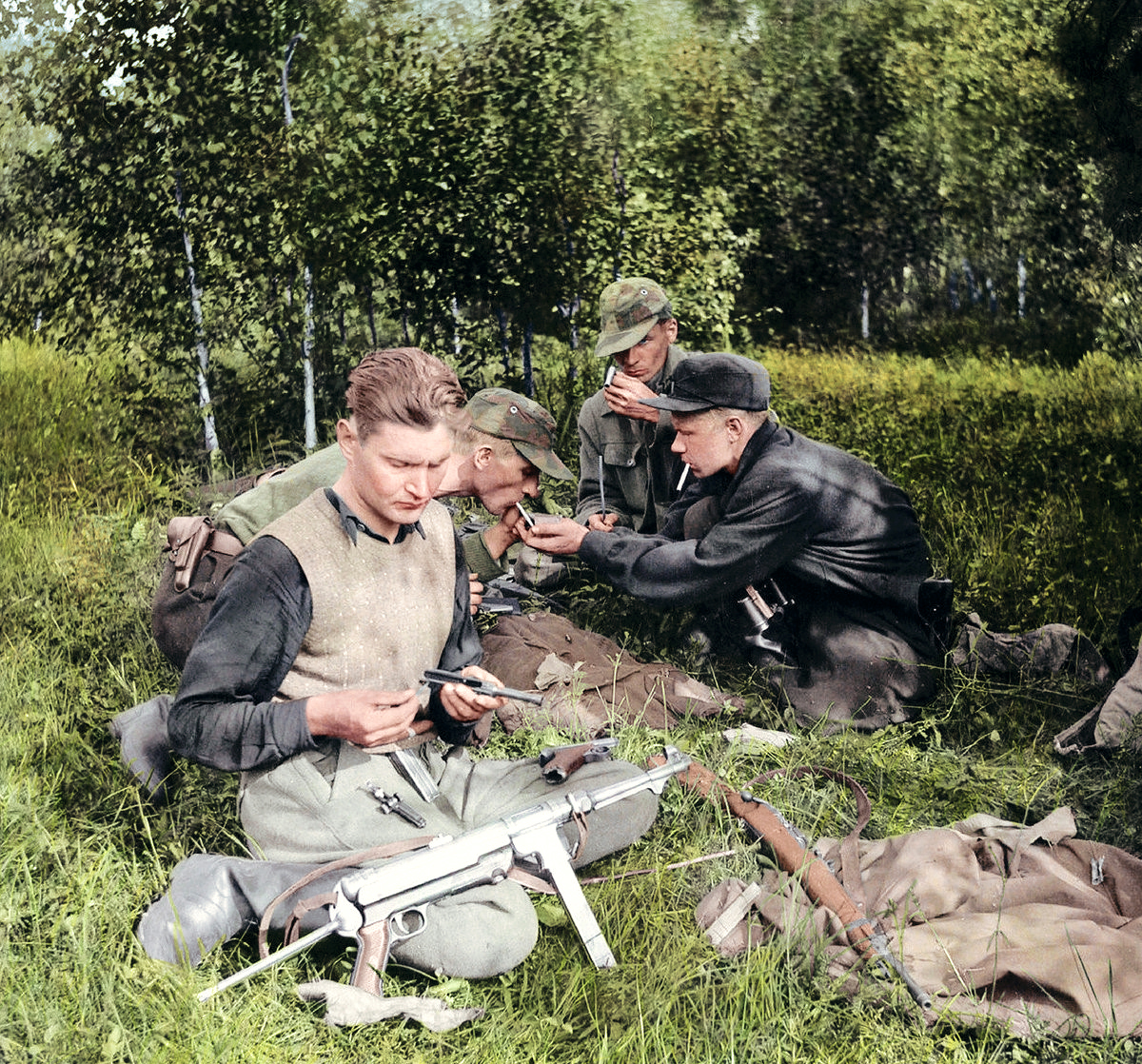
Lutadores estonianos, condado de Järva em 1953, relaxando após um exercício de tiro (foto colorizada)

Na Estónia, 14.000–15.000 homens participaram nos combates entre 1944 e 1953: Os Irmãos da Floresta foram mais activos no condado de Võru, ao longo das fronteiras entre os condados de Pärnu e Lääne, que incluíram também actividades significativas entre os condados de Tartu e Viru. De Novembro de 1944 a Novembro de 1947, realizaram 773 ataques armados, matando cerca de 1.000 soviéticos e os seus apoiantes. No seu auge, em 1947, a organização controlava dezenas de aldeias e cidades, criando um incômodo considerável aos transportes de abastecimento soviéticos que exigiam uma escolta armada.  August Sabbe, um dos últimos dos Irmãos da Floresta sobreviventes, foi descoberto em 1978 por agentes da KGB posando com seus colegas pescadores. Em vez de se render, ele pulou no riacho Võhandu e ficou preso a um tronco, afogando-se no processo. A KGB insistiu que Sabbe, de 69 anos, se afogou enquanto tentava escapar, uma teoria difícil de acreditar, dadas as águas rasas e a falta de cobertura no local. Outro membro notável dos Irmãos da Floresta foi Kalev Arro, que evitou a captura disfarçando-se de vagabundo enquanto se escondia nas florestas do sul da Estônia por 20 anos.  Ele foi morto em um tiroteio com agentes da KGB em 1974.  
Houve inúmeras tentativas de caçar parentes dos Irmãos da Floresta. Um dos estonianos que conseguiu escapar das deportações foi Taimi Kreitsberg. Ela lembrou que as autoridades soviéticas "...me levaram para Võru, não fui espancada lá, mas durante três dias e três noites não recebi comida nem bebida. Eles me disseram que não iriam me matar, mas me torturar [até] trair todos os bandidos. Durante cerca de um mês eles me arrastaram pela mata e me levaram para fazendas que pertenciam aos parentes dos Irmãos da Floresta, e me enviaram como instigador para pedir comida e abrigo enquanto os próprios Chekistas esperavam lá fora. Mandei as pessoas me expulsarem, pois fui enviado pelos órgãos de segurança." 

### Na Letônia
Na Letônia, os preparativos para operações partidárias foram iniciados durante a ocupação alemã, mas os líderes destas unidades nacionalistas foram presos pelas autoridades nazistas.  Unidades de resistência mais duradouras começaram a se formar no final da guerra; suas fileiras eram compostas por ex-soldados da Legião Letã e também por civis.  Em 8 de Setembro de 1944, em Riga, a liderança do Conselho Central da Letônia adoptou uma Declaração sobre a restauração do Estado da Letônia.  A intenção era restaurar a independência de facto da república da Letónia. Além disso, esperava-se que os apoiantes internacionais aproveitassem o intervalo entre as trocas das potências ocupantes. A Declaração prescreveu que o Satversme é a lei fundamental da restaurada República da Letônia e previu a criação de um Gabinete de Ministros que organizaria a restauração do Estado da Letônia.
Algumas das realizações mais proeminentes do LCC estão relacionadas ao seu ramo militar - o grupo General Jānis Kurelis (o chamado "kurelieši") com o batalhão do Tenente Roberts Rubenis que realizou a resistência armada contra as forças Waffen-SS.
O número de combatentes ativos atingiu um pico entre 10.000 e 15.000, enquanto o número total de combatentes da resistência chegou a 40.000.  Um autor fornece um número de até 12.000 agrupados em 700 faixas durante a década de 1945-55, mas os números definitivos não estão disponíveis.  Com o tempo, os guerrilheiros substituíram as suas armas alemãs por armas soviéticas. O Comando Central das organizações de resistência da Letônia manteve um escritório na Rua Matīsa, em Riga, até 1947.  Em cerca de 3.000 ataques, os guerrilheiros infligiram danos a militares uniformizados, quadros do partido (particularmente em zonas rurais), edifícios e depósitos de munições. As autoridades comunistas relataram 1.562 soldados soviéticos mortos e 560 feridos durante todo o período de resistência. 
Um relato de uma ação típica dos Irmãos da Floresta é fornecido por Tālrīts Krastiņš. Ele, um soldado de reconhecimento da 19ª Divisão de Granadeiros Waffen da SS (2ª Letônia), foi recrutado com outros 15 letões para uma unidade nazista de permanência no final da guerra. Escapando para a floresta, o grupo, liderado por Krastiņš, evitou qualquer contacto com residentes e familiares locais, roubando camiões em busca de dinheiro e, ao mesmo tempo, mantendo um apartamento no centro de Riga para operações de reconhecimento. No início eles operaram assassinando dirigentes de baixo escalão do Partido Comunista, mas depois concentraram seus esforços na tentativa de assassinar o chefe da RSS da Letônia, Vilis Lācis. O grupo recrutou uma mulher russa que trabalhava no Soviete Supremo da RSS da Letônia, que os informou sobre o horário de transporte de Lācis. Eles armaram uma emboscada na estrada quando Lācis viajava de Riga para Jūrmala, mas atiraram no carro errado. A segunda tentativa também contou com uma colaboradora, mas que provou ser uma agente disfarçada do NKVD. Todo o grupo foi detido e condenado à prisão em 1948. 
Os Irmãos da Floresta da Letônia foram mais ativos nas regiões fronteiriças, incluindo Dundaga, Taurkalne, Lubāna, Aloja e Līvāni. Nas regiões orientais, tinham laços com os Irmãos da Floresta da Estónia; e nas regiões ocidentais, com os lituanos. Tal como na Estónia e na Lituânia, os guerrilheiros foram mortos e infiltrados pelo MVD e pelo NKVD ao longo de muitos anos. Tal como na Estónia e na Lituânia, a assistência da Inteligência Ocidental foi severamente comprometida pela contraespionagem soviética e por agentes duplos letões, como Augusts Bergmanis e Vidvuds Sveics.  Além disso, os soviéticos consolidaram gradualmente o seu domínio nas cidades: a ajuda dos civis rurais não foi tão disponível e foram enviadas unidades militares e de segurança especiais para controlar os guerrilheiros.  Os últimos grupos emergiram da floresta em 1957 para se renderem prontamente às autoridades. 

### Na Lituânia

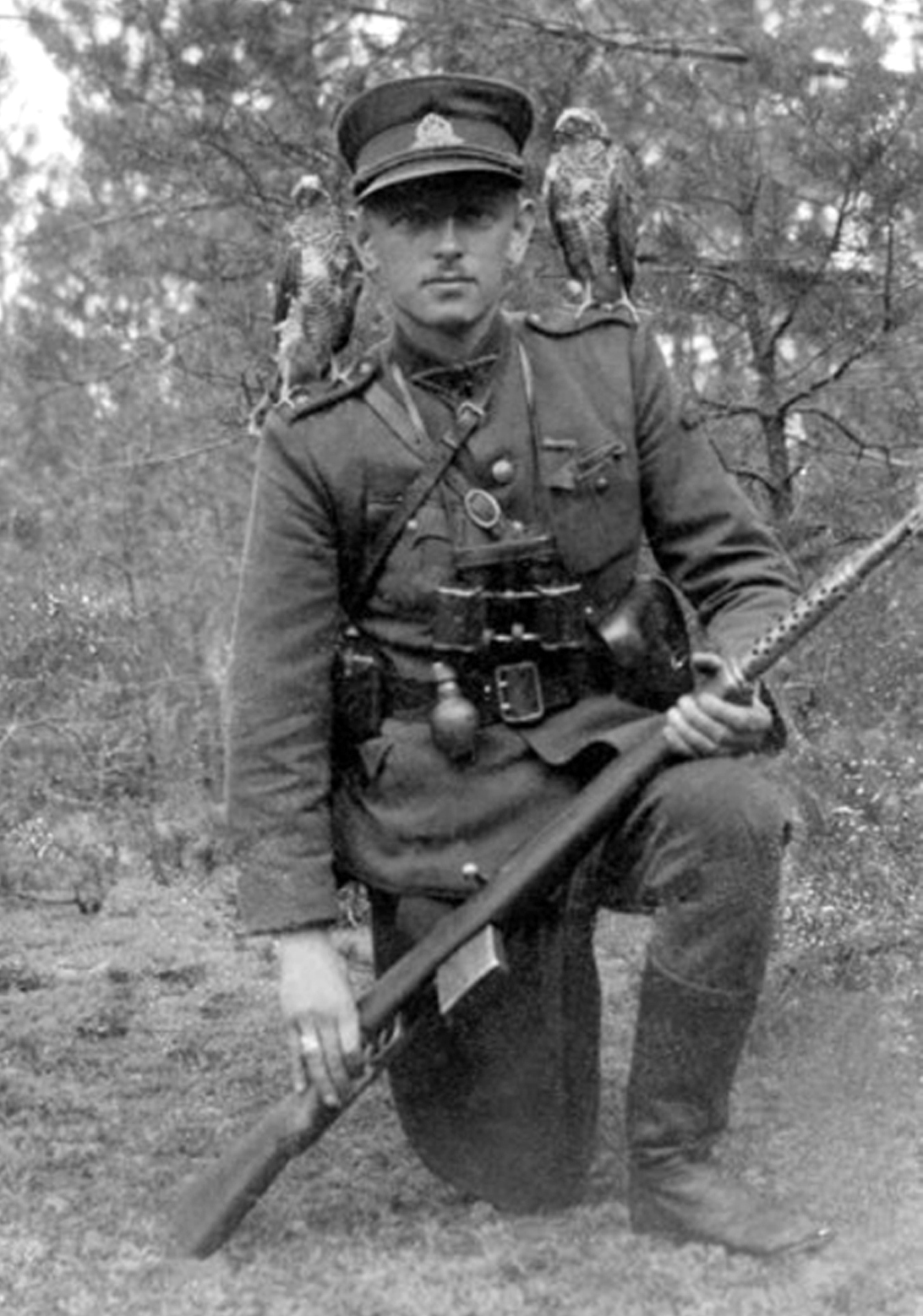
Adolfas Ramanauskas ("O Falcão"), comandante da União dos Combatentes pela Liberdade da Lituânia

Entre os três países, a resistência foi melhor organizada na Lituânia, onde unidades de guerrilha controlaram regiões inteiras do campo até 1949. Seus armamentos incluíam canhões Škoda tchecos, metralhadoras pesadas russas Maxim, morteiros variados e uma grande variedade de metralhadoras leves e submetralhadoras, principalmente alemãs e soviéticas.  Quando não estavam em batalhas diretas com o Exército Vermelho ou com unidades especiais do NKVD, atrasaram significativamente a consolidação do domínio soviético através de emboscadas, sabotagens, assassinato de ativistas e funcionários comunistas locais, libertação de guerrilheiros presos e impressão de jornais clandestinos. 
Em 1 de julho de 1944, o Exército da Liberdade da Lituânia (lituano: Lietuvos laisvės armija, LLA) declarou o estado de guerra contra a União Soviética e ordenou que todos os seus membros capazes se mobilizassem em pelotões, estacionados nas florestas e não deixassem a Lituânia. Os departamentos foram substituídos por dois setores – operacional, denominado Vanagai (Hawks ou Falcons; abreviado VS), e organizacional (abreviado OS). Vanagai, comandados por Albinas Karalius (codinome Varenis), eram os combatentes armados enquanto o setor organizacional foi encarregado da resistência passiva, incluindo fornecimento de alimentos, informações e transporte para Vanagai . Em meados de 1944, o Exército da Liberdade da Lituânia tinha 10.000 membros.  Os soviéticos mataram 659 e prenderam 753 membros do Exército da Liberdade da Lituânia até 26 de janeiro de 1945. O fundador Kazys Veverskis foi morto em dezembro de 1944, a sede foi liquidada em dezembro de 1945. Isto representou o fracasso da resistência altamente centralizada, uma vez que a organização era demasiado dependente de Veverskis e de outros comandantes de topo. Em 1946, os líderes e combatentes restantes do LLA começaram a se fundir com os guerrilheiros lituanos. Em 1949, todos os membros do presidium da União dos Combatentes pela Liberdade da Lituânia - capitão Jonas Žemaitis-Tylius, Petras Bartkus-Žadgaila, Bronius Liesys-Naktis e Juozas Šibaila-Merainis vieram do LLA. 
O Comitê Supremo para a Libertação da Lituânia (lituano: Vyriausiasis Lietuvos išlaisvinimo komitetas, VLIK), foi criado em 25 de novembro de 1943. VLIK publicou jornais clandestinos e fez campanha pela resistência contra os nazistas. A Gestapo prendeu os membros mais influentes em 1944. Após a reocupação da Lituânia pelos soviéticos, a VLIK mudou-se para o Ocidente e estabeleceu o seu objectivo de manter o não reconhecimento da ocupação da Lituânia e a divulgação de informações por trás da Cortina de Ferro - incluindo as informações fornecidas pelos guerrilheiros lituanos.

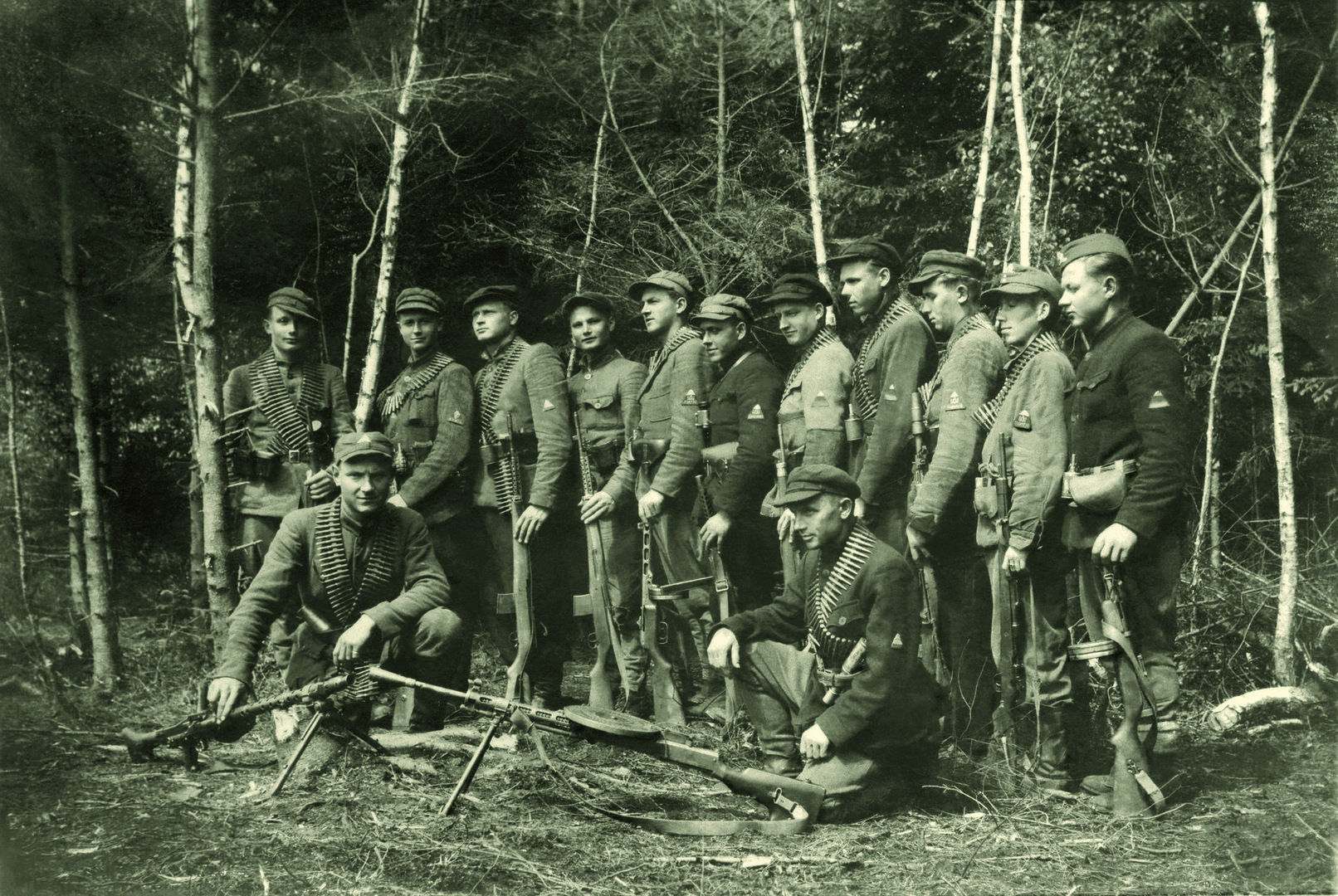
Combatentes do distrito militar de Tauras, Lituânia, 1945.

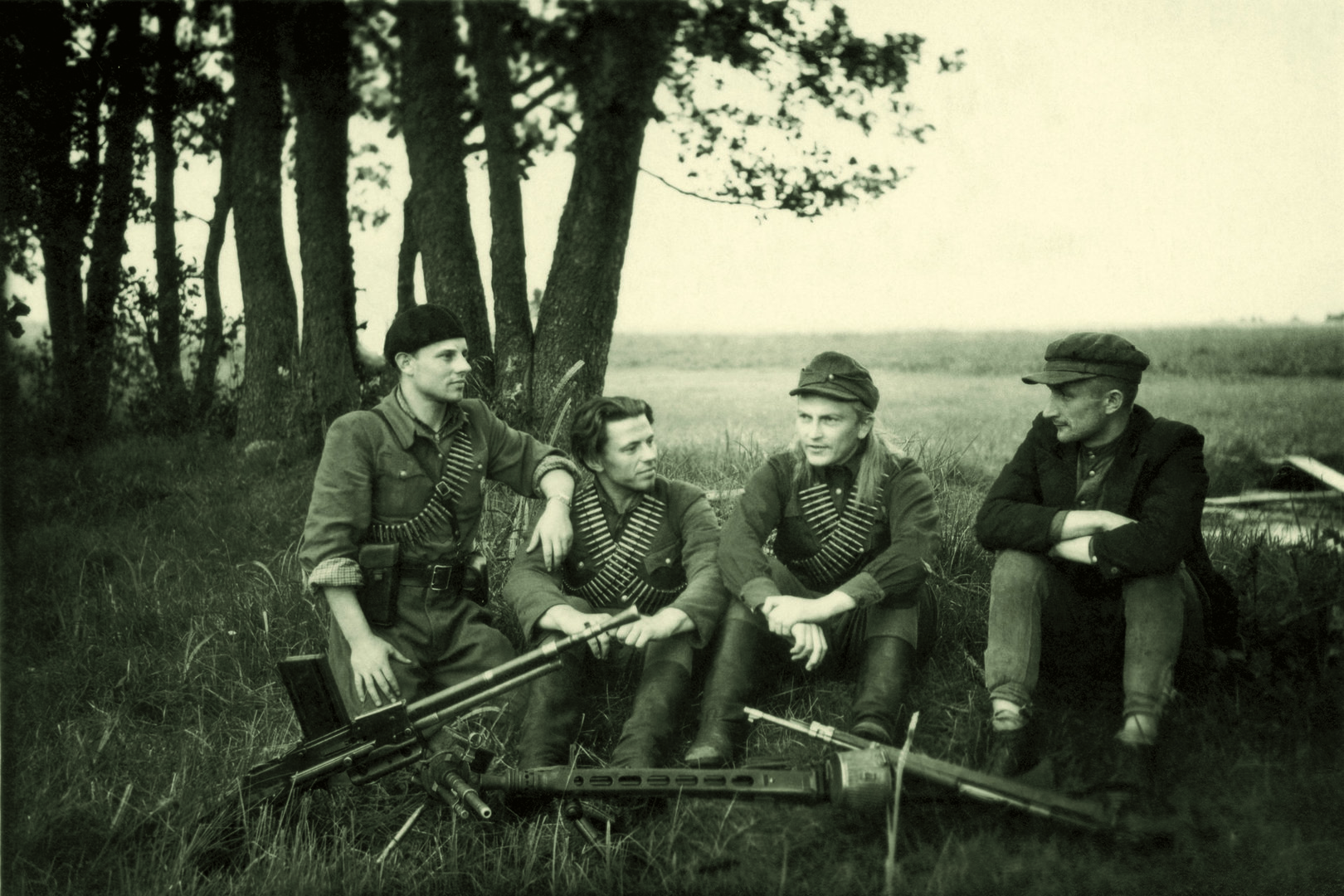
Pequeno grupo de guerrilheiros do distrito militar de Vytis em 1946.

Ex-membros da Força de Defesa Territorial da Lituânia, do Exército da Liberdade da Lituânia, das Forças Armadas da Lituânia e da União dos Fuzileiros da Lituânia formaram a base dos guerrilheiros lituanos. Agricultores, funcionários lituanos, estudantes, professores e até alunos juntaram-se ao movimento partidário. O movimento foi ativamente apoiado pela sociedade e pela Igreja Católica. Estima-se que no final de 1945, 30.000 pessoas armadas permaneciam nas florestas da Lituânia.
Os guerrilheiros estavam bem armados. Durante 1945-1951, as estruturas repressivas soviéticas apreenderam dos guerrilheiros 31 morteiros, 2.921 metralhadoras, 6.304 rifles de assalto, 22.962 rifles, 8.155 pistolas, 15.264 granadas, 2.596 minas e 3.779.133 cartuchos. Os guerrilheiros geralmente reabasteciam seu arsenal matando istrebiteli, membros das forças da polícia secreta soviética ou comprando munição de soldados do Exército Vermelho.  Cada guerrilheiro tinha binóculos e poucas granadas. Geralmente, uma granada era salva para explodir a si mesmo e a seus rostos, a fim de evitar serem feitos prisioneiros, já que as torturas físicas do MGB/NKVD soviético eram muito brutais e cruéis e ser reconhecido, para evitar que seus familiares sofram.
Para combater a guerrilha, em maio de 1948 os soviéticos realizaram a maior deportação da Lituânia, a  Operação Primavera, quando cerca de 40 a 50 mil pessoas associadas aos “irmãos da floresta” foram deportadas para a Sibéria.
Os próprios Irmãos da Floresta Lituanos capturados enfrentaram frequentemente tortura e execução sumária, enquanto os seus familiares enfrentaram a deportação para a Sibéria. As represálias contra fazendas e aldeias anti-soviéticas foram duras. As unidades do NKVD, denominadas Pelotões de Defesa do Povo (conhecidos pelos lituanos pelo pl. stribai, do em russo:  izstrebiteli – destruidores, ou seja, os batalhões de destruição), usaram táticas de choque, como exibir os cadáveres dos guerrilheiros executados nos pátios das aldeias para desencorajar maior resistência.  

O relatório de uma comissão formada em uma prisão da KGB poucos dias após a prisão de Adolfas Ramanauskas ("Vanagas"), em 15 de outubro de 1956, comandante-chefe da União dos Combatentes pela Liberdade da Lituânia, observou o seguinte:
O olho direito está coberto de hematoma, na pálpebra há seis facadas feitas, a julgar pelo diâmetro, por um fio fino ou prego que penetra profundamente no globo ocular. Múltiplos hematomas na área do estômago, um corte no dedo da mão direita. A genitália revela o seguinte: uma grande ferida lacrimal no lado direito do escroto e uma ferida no lado esquerdo, ambos os testículos e ductos espermáticos estão faltando.
Juozas Lukša estava entre aqueles que conseguiram escapar para o Ocidente; ele escreveu suas memórias em Paris – Lutadores pela Liberdade. PArtisans Lituanos Contra a URSS e foi morto após retornar à Lituânia em 1951.
Pranas Končius (codinome Adomas) foi um dos poucos últimos combatentes da resistência antissoviética lituano, morto em combate pelas forças soviéticas em 6 de julho de 1965 (algumas fontes indicam que ele se matou com um tiro para evitar a captura em 13 de julho). Ele foi condecorado postumamente com a Cruz de Vytis em 2000.
Benediktas Mikulis, um dos últimos guerrilheiros conhecidos a permanecer na floresta, emergiu em 1971. Ele foi preso na década de 1980 e passou vários anos na prisão.

### Declínio dos movimentos de resistência
No início da década de 1950, as forças soviéticas haviam erradicado a maior parte da resistência dos Forest Brothers. A inteligência recolhida pelos espiões soviéticos no Ocidente e pelos infiltrados do MGB no seio do movimento de resistência, em combinação com as operações soviéticas em grande escala em 1952, conseguiu pôr fim às campanhas contra eles.
Muitos dos restantes Irmãos da Floresta depuseram as armas quando as autoridades soviéticas lhes ofereceram uma amnistia após a morte de Estaline em 1953, embora combates isolados tenham continuado na década de 1960. Sabe-se que os últimos guerrilheiros individuais permaneceram escondidos e escaparam à captura até à década de 1980, altura em que os Estados Bálticos pressionavam pela independência através de meios pacíficos. (Ver Sąjūdis, Cadeia Báltica, Revolução Cantada)

## Consequências e legado

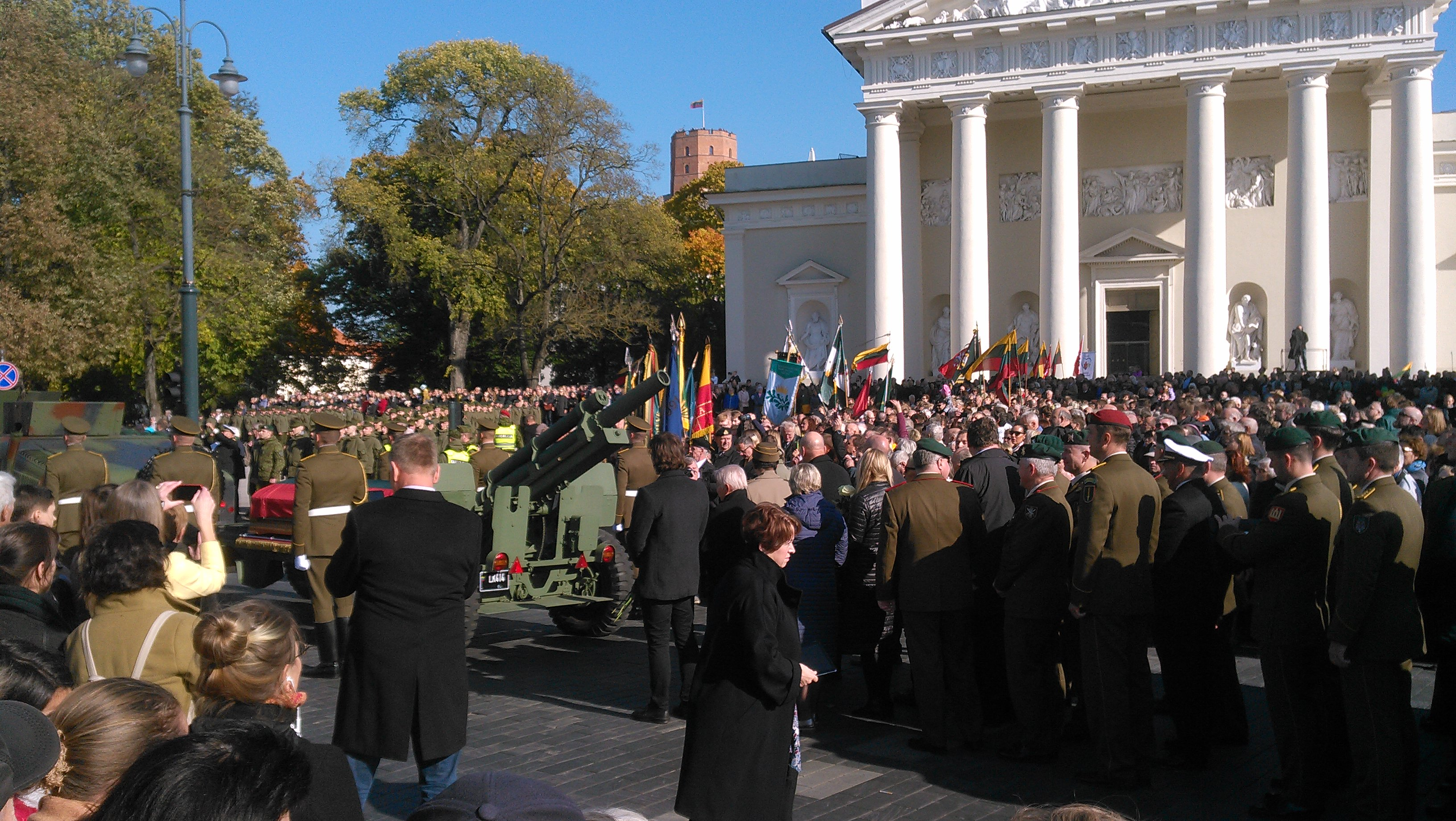
Funeral de estado do comandante partisan lituano Adolfas Ramanauskas-Vanagas (1918–1957), 2018

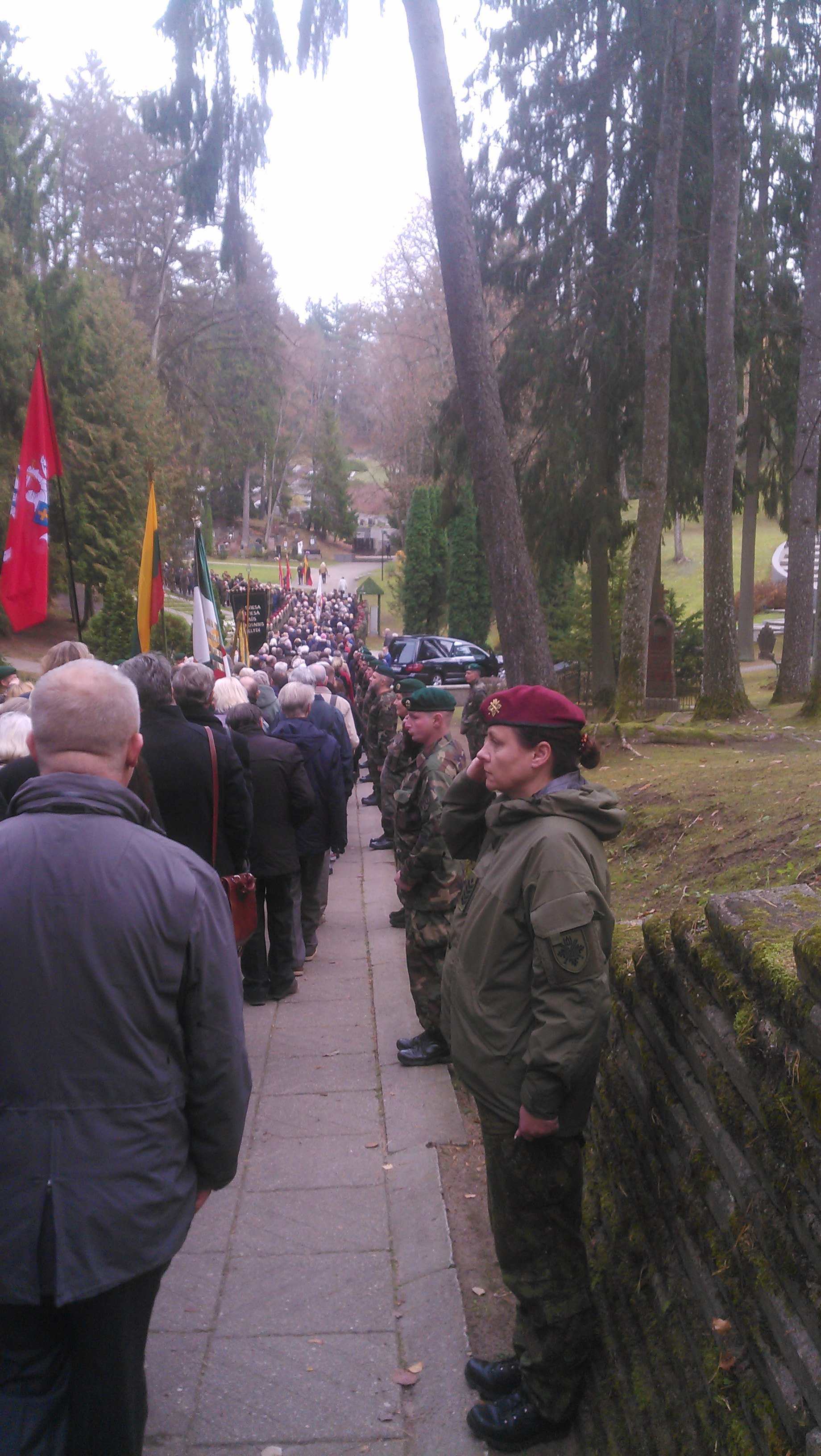
Funeral de estado do último partisan antissoviético lituano A. Kraujelis-Siaubūnas (1928–1965), 2019

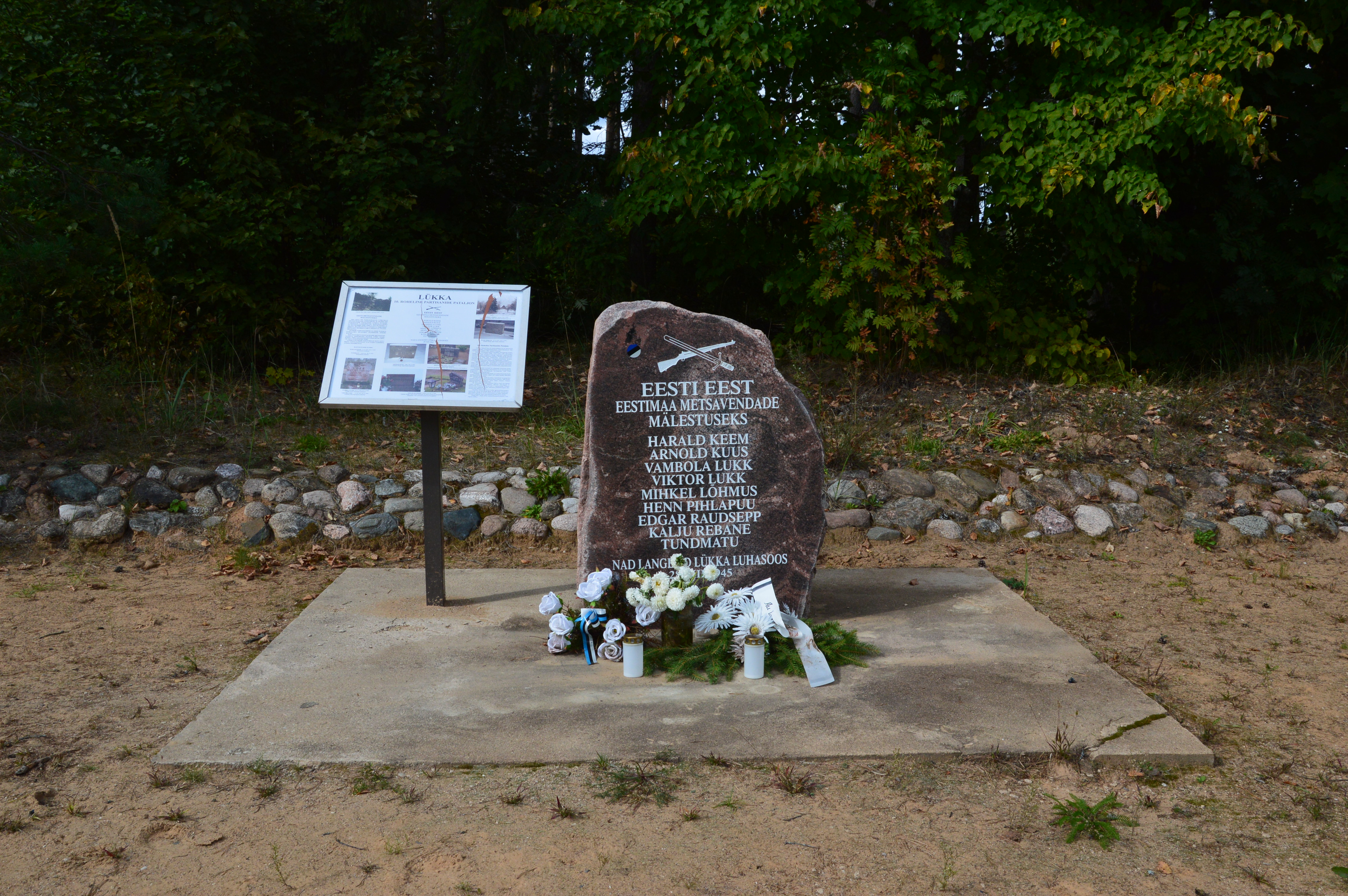
Pedra memorial na paróquia de Rõuge aos irmãos da floresta que morreram na batalha de Lükka

Muitos Irmãos da Floresta persistiram na esperança de que as hostilidades da Guerra Fria entre o Ocidente, que nunca reconheceu formalmente a ocupação soviética, e a União Soviética pudessem evoluir para um conflito armado em que os Estados Bálticos seriam libertados. Isto nunca se materializou e, de acordo com Mart Laar  muitos dos antigos Irmãos da Floresta sobreviventes permaneceram ressentidos pelo facto de o Ocidente não ter enfrentado militarmente a União Soviética. (Veja também Conferência de Ialta). Quando a repressão brutal da Revolução Húngara em 1956 não provocou uma intervenção ou uma resposta de apoio das potências ocidentais, a resistência organizada nos Estados Bálticos diminuiu ainda mais.
Como o conflito foi relativamente não documentado pela União Soviética (os combatentes do Báltico foram formalmente acusados de criminosos comuns), alguns consideram-no e ao conflito Soviético-Báltico como um todo uma guerra desconhecida ou esquecida.   A discussão sobre a resistência foi suprimida durante o regime soviético. Os escritos sobre o assunto escritos por emigrantes bálticos foram frequentemente rotulados como exemplos de "simpatia étnica" e desconsiderados. Considera-se que os esforços de investigação de Laar, iniciados na Estónia no final da década de 1980, abriram a porta para estudos mais aprofundados. 

Em 1999, o Seimas (parlamento) lituano promulgou uma declaração de independência que havia sido feita em 16 de fevereiro de 1949, 31º aniversário da declaração de independência de 16 de fevereiro de 1918, por elementos da resistência unificada  sob o "Movimento de Luta pela Liberdade da Lituânia”.
...uma resistência armada universal, organizada, nomeadamente a autodefesa, por parte do Estado Lituano, ocorreu na Lituânia durante 1944-1953, contra a ocupação soviética ... o objetivo ... era a libertação da Lituânia, contando com com base nas disposições da Carta do Atlântico e num direito soberano reconhecido pelo mundo democrático, ao portar armas contra um dos agressores da Segunda Guerra Mundial ... O Conselho do Movimento de Luta pela Liberdade da Lituânia ... constituiu o órgão político supremo e estrutura militar ... e era a única autoridade legal no território da Lituânia ocupada.
Na Letônia e na Lituânia, os veteranos dos Irmãos da Floresta recebem uma pequena pensão. Na Lituânia, o terceiro domingo de maio é comemorado como o Dia dos Partisans. Em 2005, havia cerca de 350 Irmãos da Floresta sobreviventes na Lituânia. 
Numa palestra em Tallinn, em 2001, o senador norte-americano John McCain reconheceu os Irmãos da Floresta da Estônia e os seus esforços. 

### Irmãos da Floresta na cultura popular
O filme canadense Legendi loojad (Criadores da Lenda) sobre os Irmãos da Floresta da Estônia foi lançado em 1963. O filme foi financiado por doações de estonianos no exílio. 
O filme dramático de propaganda soviética de 1966, Niekas nenorėjo mirti do diretor de cinema soviético-lituano Vytautas Žalakevičius mostra a tragédia do conflito em que “um irmão vai contra o irmão”. O filme rendeu a Žalakevičius o Prêmio de Estado da URSS e reconhecimento internacional, e é o retrato cinematográfico mais conhecido do conflito.
A popular série dramática de TV soviética da Letônia Ilgais ceļš kāpās (1980–1982) aborda o tema dos Irmãos da Floresta da Letônia de uma perspectiva soviética.
Um documentário de 1997, Elasime Eestile conta a história dos Irmãos da Floresta da Estônia do ponto de vista de um dos participantes.
Outra popular série de televisão letã, Likteņa līdumnieki, produzida pela Latvijas Televīzija de 2003 a 2008, mostra o impacto da luta (e de outros acontecimentos históricos de 1885 a 1995) na vida da família Nārbuļi e na sua herdade.
O filme de 2004 Vienui Vieni retrata as dificuldades do líder partisan lituano Juozas Lukša, que viajou duas vezes para a Europa Ocidental na tentativa de obter apoio para a resistência armada.
O documentário Stirna de 2005 conta a história de Izabelė Vilimaitė (codinomes Stirna e Sparnuota), uma lituana nascida nos Estados Unidos que se mudou para a Lituânia com sua família em 1932. Estudante de medicina e farmacêutica, ela era médica clandestina e fonte de suprimentos médicos para os guerrilheiros, tornando-se eventualmente uma ligação distrital. Ela se infiltrou no Komsomol (Juventude Comunista) local, foi descoberta, capturada e escapou duas vezes. Depois de passar à clandestinidade em tempo integral, ela era suspeita de ter sido transformada em informante pela KGB e quase foi executada pelos guerrilheiros. Seu bunker foi finalmente descoberto pela KGB e ela foi capturada pela terceira vez, interrogada e morta.  
O filme estoniano de 2007, Ühe metsa pojad conta a história de dois Irmãos da Floresta no sul da Estônia, que lutam com um estoniano da Waffen-SS contra os ocupantes soviéticos.
O romance Forest Brothers de 2013, de Geraint Roberts, segue a fortuna de um oficial da Marinha britânica em desgraça que retorna à Estônia em 1944 para trabalhar na Inteligência Britânica. Muitas das pessoas do seu passado que o ajudaram foram para a floresta, durante o conflito em curso entre a Alemanha e a União Soviética.
Exemplos recentes na cinematografia letã incluem o filme Segvārds Vientulis de 2014, retratando a história do combatente da resistência de alto escalão e padre católico Antons "Vientulis" Juhņevičs  e a série de TV de 2019 Sarkanais mežs sobre agentes letões enviados pelo MI6 à Letônia ocupada pelos soviéticos para encontrar apoio entre os guerrilheiros locais sob Operação Selva. 

### O último Irmão da Floresta
O último Irmão da Floresta conhecido foi Jānis Pīnups, que não saiu do esconderijo até 1995. Ele desertou do Exército Vermelho em 1944 e foi considerado desaparecido em combate pelas autoridades soviéticas na Letônia.  Ele ficou inconsciente e deixado para morrer durante uma batalha. Ele decidiu voltar para sua casa, onde se escondeu na floresta próxima com medo de que sua família fosse deportada, caso sua deserção fosse descoberta. Cerca de 25 anos depois de se esconder, foi obrigado a procurar assistência médica e passou a agir com mais liberdade a partir de então. Ainda assim, apenas os seus irmãos e, mais tarde, apenas os seus vizinhos mais próximos sabiam quem ele era, mesmo o resto da sua família não soube que ele não tinha sido morto na guerra até ele sair do esconderijo. 